# Memorial dos 500 Anos
O Memorial dos 500 Anos (também chamado Monumento Niemeyer ) é um monumento em forma de arco inaugurado em 2002. Está localizado no topo da ilha Porchat em São Vicente, São Paulo. O monumento é dedicado aos 500 anos do descobrimento do Brasil. É um patrimônio tombado da cidade.